# AGM-114 Hellfire
AGM-114 Hellfire (Lửa Địa Ngục) là một tên lửa không-đối-đất-Đất đối đất đa nhiệm vụ, đa mục tiêu, dẫn hướng bằng laser được Mỹ sử dụng. Nó được trang bị trên các trực thăng Mỹ là chủ yếu. AGM-114 có thể chống lại xe tăng và các xe bọc thép. Nó cũng có thể làm tên lửa đất-đối-đất.Loại tên lửa này được quân đội Hoa Kỳ sử dụng từ năm 1974

## Các phương tiện chiến đấu có khả năng phóng
- A-10 Thunderbolt II.
- AH-1W Cobra.
- AH-64 Apache.
- Agusta A129 Mangusta.
- Eurocopter Tiger ARH.
- Combat Boat 90.
- SH-60/MH-60R/MH-60S Seahawk.
- OH-58D Kiowa Warrior.
- P 6297 Hellfire Missile Boat.
- RAH-66 Commanche.
- MQ-1 Predator.
- MQ-9 Reaper.
- UH-60 Blackhawk.
- Westland WAH-64 Apache.
- Cessna 208.
- MQ-1C Warrior.

## Các biến thể
AGM-114A Basic Hellfire.
- Mục tiêu: xe tăng, xe bọc thép.
- Tầm bắn: 8 km.
- Đầu đạn: 8 kg.
- Dài: 163 cm.
- Nặng: 45 kg.

AGM-114B/C Basic Hellfire.
- Động cơ phản lực M120E1.
- AGM-114B có hệ thống điện SAD (Safe/Arming Device).
- Giá: 25.000 USD.

AGM-114 D/E Basic Hellfire.
- Phiên bản nâng cấp của AGM-114 B/C.

## Các quốc gia sử dụng
- Úc
- Ai Cập
- Pháp
- Hy Lạp
- Iraq
- Israel
- Ý
- Kuwait
- Liban [2]
- Hà Lan
- Na Uy
- Đài Loan
- Singapore
- Thụy Điển
- Thổ Nhĩ Kỳ
- UAE
- Anh Quốc
- Hoa Kỳ
- Nhật Bản